# Де Люс, Дэниел
Дэниел де Люс (англ. Daniel De Luce; 8 июня 1911 года — 29 января 2002 года) — военный корреспондент Associated Press. За свои репортажи о партизанском сопротивлении в Югославии получил Пулитцеровскую премию за телеграфный репортаж (международная) 1944 года.

## Биография
Дэниел де Люс родился в аризонском городе Юма, где окончил старшую школу. В 1929 году он устроился посыльным в офис Associated Press в Сан-Диего, откуда позднее его перевели в лос-анджелесское бюро. Он продолжал занимать эту должность во время учёбы в государственном Калифорнийском университете в Лос-Анджелесе, где был избран членом студенческого общества Phi Beta Kappa. Получив степень бакалавра по экономике в 1934 году, он устроился в газету Los Angeles Examiner, но через год вернулся в штат Associated Press в качестве репортёра.
Весной 1939 года его отправили в командировку сначала в Будапешт, а затем — в Польшу, где он вёл репортажи о немецком вторжении. В разные годы корреспондент освещал итальянское вторжение в Албанию и греческое — в Италию, работал в Тунисе и Алжире. Во время освещения вторжения Италии и Германии в Грецию ему пришлось бежать с другими журналистами на рыболовецкой лодке в Турцию. В 1943 году, несмотря на предупреждения британских военных, он отправился в Югославию, чтобы запечатлеть деятельность партизан под предводительством коммуниста Иосипа Броз Тито. Де Люс стал первым журналистом союзных сил, который получил информацию о ситуации на Балканах из первых рук. За свою работу в Югославии в 1944 году он получил Пулитцеровскую премию, о чём позднее сказал:
Я могу расслабиться. Это словно какой-нибудь парень попадает в кино и получает большое, большое признание. Ну, знаете, теперь ему больше не обязательно быть звездой дальше. Оригинальный текст (англ.)I could relax. It’s like some guy getting into a movie and it’s a big, big success. Well, you know, he doesn’t have to be a star anymore.
Кроме того, во время войны де Люс освещал американские и британские кампании в Северной Африке и на Сицилии, вёл репортажи об отступлении британцев из Бирмы. По окончании военных действий он участвовал в качестве иностранного корреспондента в судебных процессах по военным преступлениям в Нюрнберге. В 1947—1948 годах репортёр освещал Арабо-израильскую войну, но вскоре переехал в Европу, чтобы возглавить немецкое бюро Associated Press во Франкфурте. В 1956 году он вернулся в Соединённые Штаты и в течение двадцати лет работал заместителем генерального директора в штаб-квартире агентства в Нью-Йорке. После выхода на пенсию де Люс вместе с семьёй переехал в город Эскондидо в Калифорнии, где в 2002 году скончался в возрасте 90 лет в медицинском центре Паломар.